# Lakhdaria
Lakhdaria (arabo: الأخضرية), precedentemente nota come Palestro, è una città nel nord dell'Algeria, nella provincia di Bouira. Si trova a 50 miglia (75 km) a sud-est di Algeri. È circondata dalle montagne della Cabilia, da un fiume chiamato Oued Isser che forma un canyon chiamato le gole di Lakhdaria.

## Storia
La città fu chiamata Palestro quando fu fondata il 18 novembre 1867 dall'emigrato italiano Domenico Bassetti di Lasino in onore della vittoria franco-piemontese contro l'Austria avvenuta appunto a Palestro nel 1859 durante la seconda guerra d'indipendenza italiana alla quale partecipò lo stesso Bassetti. In tale circostanza egli rimase talmente colpito dal comportamento degli Zuavi, che si arruolò nelle legione straniera e infine volle a stabilirsi permanentemente in Algeria anche perché non ebbe la possibilità di ritornare nel Trentino, ancora sotto la dominazione austriaca.
Il comune fu istituito il 18 novembre 1869 con un decreto dell'imperatore Napoleone III e Bassetti ne fu nominato maire ("sindaco"). Palestro fu distrutta da 3.000 uomini di tribù berbere rivoltose il 21 aprile del 1871 e parte della popolazione, composta da circa 250 emigrati di origine italiana, fu trucidata dopo una disperata resistenza. Lo stesso Domenico Bassetti, sindaco del villaggio, fu assassinato dopo aver ucciso cinque assalitori a pugnalate.
La città fu ribattezzata Lakhdaria dopo l'indipendenza dell'Algeria in onore di Mokrani Rabah Lakhdar, noto come Si Lakhdar, un anziano capo del FLN durante la guerra d'Algeria.

## Società

### Evoluzione demografica
La popolazione è composta da circa 59.009 abitanti.

## Economia
Agricoltura, edilizia e trasporti sono le principali fonti di occupazione della popolazione locale. L'agricoltura produce ortaggi e ulivi e si basa su aziende a conduzione familiare che si collocano ai piedi delle montagne che circondano la zona. 

Inoltre, un sito di telecomunicazioni si trova a ovest di Lakhdaria e comprende trasmettitori e ricevitori TV che vengono utilizzati dalla televisione algerina.